# روبرتو باتایا
روبرتو باتایا (ایتالیایی: Roberto Battaglia؛ ۲۳ ژوئن ۱۹۰۹ – ۲۵ آوریل ۱۹۶۵) شمشیرباز اهل ایتالیا بود.
وی در مسابقات کشوری و بین‌المللی در مجموع برندهٔ ۱ مدال طلا شده‌است.